# Незнановка
Незна́новка — село в Тамбовском районе Тамбовской области России. Входит в состав Беломестнодвойнёвского сельсовета.

## География
Село находится на берегу реки Челновая, у автомобильной трассы Р119 (Тамбов — Грязи — Липецк), на расстоянии примерно 25 км к западу от города Тамбов, административного центра района и области.

### Часовой пояс
Село Незнановка, как и вся Тамбовская область, находится в часовой зоне МСК (московское время). Смещение применяемого времени относительно UTC составляет +3:00.

## Население
| 2002 | 2010 |
| ---- | ---- |
| 681  | ↘643 |

### Национальный состав
Согласно результатам переписи 2002 года, в национальной структуре населения русские составляли 100 % из 681 чел.